# Lars Leiro
Lars Leiro (* 13. April 1914 in Haus, Hordaland; † 22. März 2005) war ein norwegischer Politiker der Senterpartiet (Sp) und Grundbesitzer.

## Politischer Werdegang
Leiro saß zwischen 1947 und 1960 im Kommunalparlament von Voss. Von 1956 bis 1958 war er der Bürgermeister der Kommune. Zwischen 1958 und 1969 repräsentierte er die Provinz Hordaland im Storting, dem norwegischen Parlament. In den Jahren 1961 bis 1969 war er Mitglied des Fraktionsvorstands der Sp, ab 1965 als Fraktionsvorsitzender. Von 1961 bis 1969 war er außerdem stellvertretender Vorsitzender seiner Partei. In der Regierung Lyng war er von August bis September 1963 Verkehrsminister.
1966 wurde er Fylkesmann für Bergen und Hordaland. Lars Leiro, der Kommandeur des Sankt-Olav-Ordens war, ging 1984 in Pension.